# Tavoletta di Kish

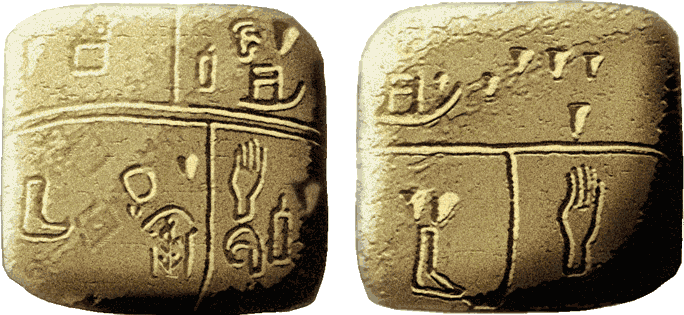
Tavoletta di Kish

La tavoletta di Kish è una tavoletta calcarea trovata sul sito dell'antica città sumera di Kish, nell'odierna Tell al-Uhaymir,  nel Governatorato di Babil in Iraq. Rappresenta il più antico documento scritto conosciuto.
La tavoletta di Kish, che non è stata decifrata, è incisa con segni proto-cuneiformi. È stata datata al periodo Uruk (ca. 3500–3200 a.C.) A Uruk sono state trovate diverse migliaia di tavolette proto-cuneiformi risalenti ai periodi di Uruk IV e III (ca. 3350–3000 a.C.). 
La scrittura è ancora puramente pittografica e rappresenta una fase di transizione tra la protoscrittura e l'emergere della scrittura parzialmente sillabica che è la scrittura cuneiforme vera e propria. Il "periodo proto-letterato" dell'Egitto e della Mesopotamia è considerato compreso tra il 3500 e il 2900 a.C. circa. I testi amministrativi del periodo Jemdet Nasr (3100-2900 a.C.), trovati tra l'altro a Jemdet Nasr e a Tell Uqair, rappresentano un ulteriore stadio nello sviluppo dal proto-cuneiforme al cuneiforme, ma la lingua nella quale sono scritti non è ancora identificata con certezza, anche se è probabile che sia il sumerico.
L'originale è custodito nel Museo di Baghdad, mentre un calco in gesso è nella collezione dell'Ashmolean Museum. Non deve essere confusa con la tavoletta dinastica Scheil, che contiene parte della lista reale sumerica ed è talvolta anch'essa chiamata "tavoletta di Kish".